# Commissione oceanografica intergovernativa
Istituita durante la Conferenza generale dell'UNESCO nel 1960, la Commissione Oceanografica Intergovernativa dell'UNESCO (COI) è l'organismo delle Nazioni Unite responsabile della difesa degli oceani. La sua prima conferenza si è svolta a Parigi dal 19 al 27 ottobre 1961 presso la sede dell'UNESCO.

## Missione
Il compito della Commissione è quello di assistere i governi nell'affrontare le esigenze individuali e collettive di gestione degli oceani e delle coste attraverso la condivisione di conoscenze, informazioni e tecnologie; inoltre incoraggia il coordinamento di programmi per lo sviluppo di capacità di ricerca, di osservazione e di servizi sugli oceani e sulle coste. Fornisce un punto di riferimento per altre organizzazioni e agenzie delle Nazioni Unite per quanto riguarda la scienza degli oceani, lo scambio di dati e i sistemi di allarme globale per gli tsunami.
La COI sostiene che con una solida conoscenza scientifica e con osservazioni sistematiche dei cambiamenti del clima e degli ecosistemi oceanici mondiali si può arrivare a uno sviluppo sostenibile e a una gestione globale dei mari, per un oceano sano.

## Organizzazione
L'Assemblea della COI si riunisce una volta ogni due anni, mentre il suo Consiglio esecutivo si incontra ogni anno. Lo scopo dell'Assemblea è quello di esaminare il lavoro della Commissione, compreso quello degli Stati membri e del Segretariato, e di formulare un piano di lavoro comune per i due anni successivi. Il Consiglio esecutivo esamina le questioni e i punti dei piani di lavoro in corso e prepara le assemblee.
Al 3 luglio 2019 le nazioni membri erano 150.

## Storia
La Coi è stata istituita nel 1960 a Parigi per consentire ai suoi Stati membri di lavorare insieme per proteggere la salute dell'oceano coordinando programmi divisi in aree, tra le quali l'osservazione oceanica, l'allarme tsunami e la pianificazione dello spazio marino: il primo presidente fu l'oceanografo e ittiologo danese Anton Frederik Bruun.
I 40 Stati fondatori furono: Argentina, Australia, Belgio, Brasile, Canada, Cile, Cina, Cuba, Danimarca, Repubblica Dominicana, Ecuador, Finlandia, Repubblica Federale di Germania, Francia, Ghana, India, Israele, Italia, Costa d'Avorio, Giappone, Corea, Messico, Mauritania, Principato di Monaco, Marocco, Norvegia, Paesi Bassi, Pakistan, Polonia, Romania, Spagna, Svizzera, Thailandia, Tunisia, Unione delle Repubbliche Socialiste Sovietiche, Repubblica Araba Unita, Regno Unito, Stati Uniti d'America, Uruguay, Vietnam.
Sin dalla sua fondazione ha fornito un punto di riferimento per tutti gli altri organismi delle Nazioni Unite che lavorano per comprendere e migliorare la gestione degli oceani, delle coste e degli ecosistemi marini. Oggi la COI sostiene tutti i suoi Stati membri con lo scopo di costruire la loro capacità scientifica e istituzionale per raggiungere gli obiettivi globali. In particolare, presta attenzione all'Agenda 2030 per lo sviluppo sostenibile, all'Accordo di Parigi sui cambiamenti climatici e al Quadro di Sendai sulla riduzione del rischio di disastri.

## Obiettivi
La COI ha diversi obiettivi:
- Ecosistemi oceanici sani e servizi ecosistemici sostenuti: la COI lavora per migliorare le risposte ai cambiamenti ambientali e per promuovere la salute degli oceani attraverso le scienze marine. La ricerca attuale su questo tema è ancora frammentaria; nonostante questo, l’obiettivo della COI è di utilizzare indicatori dello stato degli oceani per scoprire i loro punti di svolta rispetto al funzionamento degli ecosistemi marini. Gli indicatori sono inoltre importanti per la previsione o individualizzazione prematura dei cambiamenti negli stati degli ecosistemi e per la valutazione della resilienza degli stessi.
- Sistemi efficaci di allerta precoce e preparazione agli tsunami e ad altri rischi legati agli oceani: la COI assiste e consiglia i responsabili politici nella riduzione dei rischi derivanti da tsunami, mareggiate, fioriture algali nocive e altri problemi costieri. L'obiettivo è quello di ridurre questi rischi, incoraggiando le comunità a mettere in atto misure efficaci di garantire che le nazioni abbiano accesso alle informazioni necessarie per la pianificazione dell'adattamento costiero e per operazioni sicure nell'ambiente marino.
- Aumento della resilienza ai cambiamenti e alla variabilità del clima e miglioramento della sicurezza e dell'efficacia di tutte le attività oceaniche attraverso servizi, strategie di adattamento e mitigazione scientificamente fondati: l'oceano svolge un ruolo chiave nel clima; la COI assiste i suoi Stati membri nello sviluppo di capacità che consentano di sviluppare e migliorare le strategie di mitigazione e adattamento all'impatto climatico, basate sulle crescenti conoscenze scientifiche.
- Maggiore conoscenza delle problematiche emergenti della scienza degli oceani: un'ampia gamma di problemi ambientali emergenti, come i nuovi contaminanti, le specie invasive, l'espansione e l'intensificazione degli usi delle risorse marine, gli effetti cumulativi delle attività marittime umane, ecc. mettono a rischio la conservazione e l'uso sostenibile degli spazi e degli ecosistemi marini. È importante migliorare la comprensione delle opportunità e dei cambiamenti in atto nell'Oceano, comprese le profondità marine. Il ruolo della COI è quello di incoraggiare la ricerca scientifica, le analisi tecniche e le sintesi delle informazioni scientifiche necessarie per affrontare efficacemente questi problemi emergenti, informare le politiche e proporre soluzioni in modo tempestivo e trasparente.[1]

## Contributo alle priorità mondiali
I programmi della COI contribuiscono al raggiungimento delle priorità globali dell'UNESCO:
- UNESCO Africa: l'Africa è una priorità assoluta per l’Unesco e la COI la integra in tutti i suoi programmi. L'importanza attribuita all'Africa si riflette nella creazione della sottocommissione del COI per l'Africa e gli Stati insulari adiacenti (IOC AFRICA) nel 2012. L'Ufficio regionale della COI, istituito presso l'Ufficio UNESCO di Nairobi, in Kenya, è operativo sin dalla sua creazione.
- UNESCO Genere: l'approccio dell'UNESCO alla Priorità globale di genere si basa su due assi principali: l’emancipazione sociale, politica ed economica di donne e uomini e l'integrazione delle considerazioni sulla parità di genere nelle politiche, nei programmi e nelle iniziative dell'Organizzazione.  Si concentra in particolare nel garantire che la cooperazione scientifica internazionale per la pace e la sostenibilità permetta di dare rappresentanza e voce alle donne e agli uomini. La COI si impegna a promuovere la presenza paritaria nella comunità delle scienze marine, nonché, attraverso il progetto Network of Women in Ocean Science, di cercare di mobilitare le donne scienziate a creare uno spazio di scambio di esperienze e opportunità per le giovani che desiderano intraprendere una carriera nelle scienze marine.